# Sponvika
Sponvika es una localidad situada en el municipio de Halden, en la provincia de Viken, Noruega. Tiene una población estimada, a inicios de 2021, de 534 habitantes.
Está ubicada al sureste del país, cerca de la ribera oriental del fiordo de Oslo y de la frontera con Suecia.